# Nikita Demidov

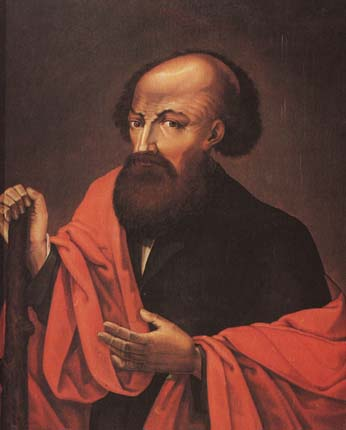
Nikita Demidov.

Nikita Demidovitj Antufiev (ryska: Никита Демидович Антуфьев), adlad Demidov, född 5 april 1656, död 28 november 1725, var en rysk industriidkare. Han var far till Akinfij Demidov.
Demidov bedrev under Peter den store en omfattande vapenfabrikation, anlade ett flertal bergverk och järnbruk i Ural och stod högt i gunst hos tsaren. År 1707 erhöll han under namnet Demidov ett personligt adelskap, som 1720 förvandlade till ärftligt.